# Santa Fé (Goiânia)
Santa Fé (oficialmente Residencial Santa Fé I) é um bairro planejado, localizado na região sudoeste de Goiânia, capital do estado de Goiás, Brasil.
Fundado em 2007, o bairro possui 1 097 538,89 m². Localizado na Região Metropolitana de Goiânia, está próximo à divisa do município de Abadia de Goiás com Aparecida de Goiânia.
Segundo dados do Instituto Brasileiro de Geografia e Estatística (IBGE), divulgados pela prefeitura do município, no Censo 2010 a população do Residencial Santa Fé I era de 1 618 habitantes.
Em seu plano diretor, de acordo com o decreto nº 2636, de 06 de dezembro de 2007, são descritas as áreas demarcadas para a construção de praças, parques esportivos, escolas, centros comunitários, posto de saúde e um terminal de transporte coletivo e um CEMEI. Entretanto, nenhum destes serviços públicos saíram do projeto.